# Veronika Albrecht-Birkner
Veronika Albrecht-Birkner (* 9. Juni 1963 in Greifswald) ist eine deutsche evangelische Theologin. Albrecht-Birkner ist seit 2009 Professorin für Kirchengeschichte an der Universität Siegen.

## Leben
Albrecht-Birkner besuchte eine polytechnische Oberschule auf Usedom und absolvierte eine Ausbildung zur Krankenschwester. Nach einem Abiturkurs an der Volkshochschule in Genthin begann sie 1984 ein Studium der evangelischen Theologie am Theologischen Seminar Leipzig. Anschließend absolvierte sie ein Vikariat in Leipzig.
1998 wurde Albrecht-Birkner von der Theologischen Fakultät der Martin-Luther-Universität Halle-Wittenberg promoviert. Ihre Dissertationsschrift wurde 2002 unter dem Titel Reformation des Lebens. Die Reformen Herzog Ernsts des Frommen von Sachsen-Gotha und ihre Auswirkungen auf Frömmigkeit, Schule und Alltag im ländlichen Raum (1640–1675) als Band 1 der Reihe Leucorea-Studien zur Geschichte der Reformation und der Lutherischen Orthodoxie veröffentlicht.
Von 1997 bis 2000 war sie wissenschaftliche Mitarbeiterin im Projekt Spener-Francke-Briefwechsel der Deutschen Forschungsgemeinschaft am Interdisziplinären Zentrum für Pietismusforschung der Universität Halle und in der Spener-Arbeitsstelle der Ruhr-Universität Bochum. Ab 2000 bis 2002 wurde Albrecht-Birkner geschäftsführende Assistentin des Zentrums für Pietismusforschung in Halle, von 2002 bis 2008 wissenschaftliche Assistentin am Lehrstuhl für Neuere Kirchengeschichte der Theologischen Fakultät der Halleschen Universität und von 2008 bis 2009 wissenschaftliche Mitarbeiterin am Interdisziplinären Zentrum für Pietismusforschung. Zudem führte sie von 2003 bis 2009 die redaktionelle Leitung am Pfarrerbuch der Kirchenprovinz Sachsen.
2009 übernahm Albrecht-Birkner eine Professur für Kirchengeschichte an der Universität Siegen. 2018 habilitierte sie sich an der Theologischen Fakultät der Universität Leipzig. Das Thema ihrer Habilitationsschrift lautete Erbe−Normen−Tagesthemen. Hallesche Theologen im Spannungsfeld von Universität, Waisenhaus und Berliner Hof (1750–1794). Ihre Forschungsschwerpunkte sind der Lutherische und Reformierte Pietismus sowie die Kirchengeschichte des Siegerlandes und der DDR. – Seit Anfang 2021 ist sie Sprecherin des von der Deutschen Forschungsgemeinschaft an der Universität Siegen eingerichteten Sonderforschungsbereichs 1472 „Transformationen des Populären“, zu dem sie selbst ein Forschungsprojekt über den Laientheologen Johann Heinrich Jung-Stilling und seine Rezeption beisteuert.
Albrecht-Birkner ist Mitglied bzw. Mitarbeiterin in einigen Kommission und Arbeitsgruppen, so unter anderem in der Kommission der Evangelischen Arbeitsgemeinschaft für Kirchliche Zeitgeschichte, der Historischen Kommission zur Erforschung des Pietismus, dem Verein für Kirchengeschichte der Kirchenprovinz Sachsen und der Historischen Kommission des Deutschen Nationalkomitees des Lutherischen Weltbundes. Sie ist Autorin und Herausgeberin zahlreicher Fachveröffentlichungen sowie Redakteurin des mehrbändigen Pfarrerbuches der Kirchenprovinz Sachsen. Als Mitautorin schreibt sie für das Handwörterbuch Religion in Geschichte und Gegenwart und für das Lexikon der theologischen Werke. 2012 wurde sie mit der Jubiläumsmedaille der Universität Breslau ausgezeichnet.

## Veröffentlichungen (Auswahl)

### Autorin
- Reformation des Lebens. Die Reformen Herzog Ernsts des Frommen von Sachsen-Gotha und ihre Auswirkungen auf Frömmigkeit, Schule und Alltag im ländlichen Raum (1640–1675). (Dissertationsschrift), Evangelische Verlags-Anstalt, Leipzig 2002, ISBN 978-3-374-01919-9.
- Francke in Glaucha. Kehrseiten eines Klischees (1692–1704). Niemeyer, Tübingen 2004, ISBN 978-3-447-06350-0.
- Vom Apostelkonzil bis zum Montagsgebet. Kirchengeschichte im Überblick. Evangelische Verlagsanstalt, Leipzig 2014, ISBN 978-3-374-03189-4.
- Freiheit in Grenzen. Protestantismus in der DDR. Evangelische Verlagsanstalt, Leipzig 2018, ISBN 978-3-374-05343-8.
- Hallesche Theologen in der zweiten Hälfte des 18. Jahrhunderts. Traditionen – Rezeptionen – Interaktionen. (Hallesche Forschungen, Band 54/1–2). Verlag der Franckeschen Stiftungen, Halle 2019, ISBN 978-3-447-11253-6.

### Herausgeberin
- Hoffnung besserer Zeiten. Philipp Jakob Spener (1635–1705) und die Geschichte des Pietismus. Franckesche Stiftungen, Halle 2005, ISBN 978-3-931479-71-8.
- August Hermann Francke. Tagebuch 1714. Harrassowitz, Wiesbaden 2014, ISBN 978-3-447-10124-0.
- Heino Falcke: Einmischungen. Aufsätze, Reden und Vorträge aus 40 Jahren. Evangelische Verlagsanstalt, Leipzig 2014, ISBN 978-3-374-03827-5.
- Pietismus. Eine Anthologie von Quellen des 17. und 18. Jahrhunderts. Evangelische Verlagsanstalt, Leipzig 2017, ISBN 978-3-374-04545-7.
- „... weder Calvinist noch Herrnhuter noch Pietist.“ Johann Heinrich Jung-Stilling: Fromme Populartheologie um 1800. Evangelische Verlagsanstalt, Leipzig 2017, ISBN 978-3-374-04807-6.
- Pietismus in Thüringen – Pietismus aus Thüringen. Religiöse Reform im Mitteldeutschland des 17. und 18. Jahrhunderts. Franz Steiner, Stuttgart 2018, ISBN 978-3-515-12171-2.